# Associazione Calcio Arezzo 2004-2005
Questa pagina raccoglie le informazioni riguardanti l'Associazione Calcio Arezzo nelle competizioni ufficiali della stagione 2004-2005.

## Stagione
Nella stagione 2004-2005 l'Arezzo disputa il campionato di Serie B, raccoglie 51 punti con il quattordicesimo posto. La squadra di Pasquale Marino disputa un campionato di basso profilo, ma sempre sopra la zona salvezza. Gli amaranto nel girone di andata raccolgono 26 punti, uno in meno nel girone di ritorno, centrando così l'obiettivo di mantenere la categoria. La soddisfazione più grande è di aver espresso il capocannoniere del campionato, con 22 reti infatti, il pisano Gionatha Spinesi si è imposto nella classifica dei marcatori, ben coadiuvato dall'emiliano Elvis Abbruscato autore di 13 reti. Nella Coppa Italia gli aretini disputano il girone 4 di qualificazione,  vinto dal Livorno, subendo tre sconfitte.

## Rosa
| N. |                   | Ruolo | Calciatore           |
| -- | ----------------- | ----- | -------------------- |
| 1  | Italia (bandiera) | P     | Angelo Pagotto       |
| 2  | Italia (bandiera) | D     | Marco Ogliari        |
| 3  | Italia (bandiera) | D     | Moreno Torricelli    |
| 4  | Grecia (bandiera) | D     | Geōrgios Kyriazīs    |
| 5  | Italia (bandiera) | D     | Emanuele Venturelli  |
| 5  | Italia (bandiera) | D     | Natale Gonnella      |
| 6  | Italia (bandiera) | D     | Paolo Scotti         |
| 7  | Italia (bandiera) | C     | Alessandro Teodorani |
| 8  | Italia (bandiera) | C     | Fabio Roselli        |
| 9  | Italia (bandiera) | A     | Elvis Abbruscato     |
| 10 | Italia (bandiera) | C     | Roberto De Zerbi     |
| 11 | Italia (bandiera) | P     | Giovanni Proietti    |
| 13 | Italia (bandiera) | A     | Umberto Del Core     |
| 14 | Italia (bandiera) | D     | Stefano Carini       |
| 15 | Italia (bandiera) | C     | Andrea Boscolo       |
| 16 | Italia (bandiera) | C     | Daniele Amerini      |
| 17 | Italia (bandiera) | C     | Antonio Stendardo    |
| 18 | Italia (bandiera) | C     | Luca Vigna           |
| 19 | Italia (bandiera) | D     | Matteo Teoldi        |
| 20 | Italia (bandiera) | C     | Mario Sorrentino     |

| N. |                     | Ruolo | Calciatore         |
| -- | ------------------- | ----- | ------------------ |
| 21 | Italia (bandiera)   | D     | Manuel Pasqual     |
| 22 | Germania (bandiera) | A     | Marco Villa        |
| 23 | Croazia (bandiera)  | C     | Ivan Javorčić      |
| 24 | Italia (bandiera)   | A     | Gionatha Spinesi   |
| 25 | Italia (bandiera)   | D     | Stefano Lorenzi    |
| 26 | Italia (bandiera)   | D     | Andrea Redditi     |
| 27 | Italia (bandiera)   | D     | Michele Bacis      |
| 28 | Italia (bandiera)   | A     | Davide Sinigaglia  |
| 29 | Italia (bandiera)   | D     | Mirko Barbagli     |
| 30 | Italia (bandiera)   | C     | Giovanni Passiglia |
| 32 | Italia (bandiera)   | A     | Denis Maccan       |
| 32 | Italia (bandiera)   | C     | Andrea Gentile     |
| 33 | Italia (bandiera)   | C     | Giampiero Maini    |
| 70 | Italia (bandiera)   | C     | Luigi Lavecchia    |
| 71 | Italia (bandiera)   | P     | Tiziano Ramon      |
| 74 | Italia (bandiera)   | D     | Mirko Conte        |
| 84 | Italia (bandiera)   | D     | Jacopo Stazzi      |
| 85 | Italia (bandiera)   | A     | Nicola Falomi      |
| 86 | Italia (bandiera)   | C     | Alessio Bartolini  |

## Risultati

### Campionato

#### Girone di andata
| Arbitro: | Stefanini (Prato) |

|                                       |           |              |
| Spinesi 3’ Lorenzi 11’ Abbruscato 33’ | Marcatori | 41’ O. Russo |

| Arbitro: | Pantana (Macerata) |

|            |           |                                             |
| Capone 49’ | Marcatori | 30’, 83’ Spinesi 50’ Gentile 87’ Abbruscato |

| Arezzo 21 settembre 2004, ore 20:30 3ª giornata | Arezzo             | 0 – 0 | Ascoli | Stadio Città di Arezzo\| Arbitro: \| Preschern (Mestre) \| |
| Arbitro:                                        | Preschern (Mestre) |       |        |                                                            |

| Arbitro: | Trefoloni (Siena) |

|                                                    |           |                                |
| Biasi 3’ Cossu 12’ Adailton 56’, 90’ Bogdani 90+5’ | Marcatori | 5’, 45+1’ Spinesi 30’ De Zerbi |

| Arbitro: | Tagliavento (Terni) |

|                    |           |                            |
| Spinesi 17’ (rig.) | Marcatori | 36’ Moscardelli 38’ Godeas |

| Arbitro: | Brighi (Cesena) |

|             |           |             |
| Salgado 46’ | Marcatori | 87’ Gentile |

| Arbitro: | Girardi (San Donà di Piave) |

|                                                  |           |  |
| Abbruscato 59’ (rig.) Scotti 74’ Teodorani 90+4’ | Marcatori |  |

| Arbitro: | Bergonzi (Genova) |

|                       |           |                     |
| Calaiò 17 Mussi 90+3’ | Marcatori | 54’, 84’ Abbruscato |

| Arbitro: | Carlucci (Molfetta) |

|                        |           |                        |
| Spinesi 37’ Scotti 52’ | Marcatori | 18’ Milito 44’ Makinwa |

| Arbitro: | Dattilo (Locri) |

|          |           |                |
| Ganz 50’ | Marcatori | 20’ Abbruscato |

| Arbitro: | Saccani (Mantova) |

|                |           |             |
| Abbruscato 55’ | Marcatori | 71’ Cavalli |

| Arbitro: | P.S. Mazzoleni (Bergamo) |

|             |           |  |
| Gazzi 90+2’ | Marcatori |  |

| Arbitro: | Stefanini (Prato) |

|              |           |             |
| De Zerbi 14’ | Marcatori | 63’ Araboni |

| Arbitro: | Pantana (Macerata) |

|                      |           |             |
| Alfieri 90+5’ (rig.) | Marcatori | 86’ Spinesi |

| Arbitro: | Cassarà (Palermo) |

|                      |           |  |
| Spinesi 45+1’, 90+1’ | Marcatori |  |

| Arezzo 3 dicembre 2004, ore 20:45 16ª giornata | Arezzo            | 0 – 0 | Torino | Stadio Città di Arezzo\| Arbitro: \| Messina (Bergamo) \| |
| Arbitro:                                       | Messina (Bergamo) |       |        |                                                           |

| Arbitro: | Dattilo (Locri) |

|                                   |           |  |
| Zaniolo 43’ Benjamin 90+2’ (rig.) | Marcatori |  |

| Arbitro: | Pantana (Macerata) |

|              |           |                          |
| De Zerbi 64’ | Marcatori | 14’ Mascara 42’ Do Prado |

| Arbitro: | Banti (Livorno) |

|                       |           |                            |
| Torricelli 23’ (aut.) | Marcatori | 37’ Spinesi 48’ Abbruscato |

| Arbitro: | Ayroldi (Molfetta) |

|                |           |             |
| Abbruscato 22’ | Marcatori | 50’ Saudati |

| Arbitro: | Pieri (Genova) |

|                    |           |             |
| Gentile 10’ (aut.) | Marcatori | 43’ Spinesi |

#### Girone di ritorno
| Arbitro: | Girardi (San Donà di Piave) |

|              |           |                |
| Serafini 31’ | Marcatori | 50’ Torricelli |

| Arbitro: | P.S. Mazzoleni (Bergamo) |

|  |           |               |
|  | Marcatori | 47’ Reginaldo |

| Arbitro: | Girardi (San Donà di Piave) |

|                                |           |                     |
| Bucchi 10’ (rig.) Colacone 23’ | Marcatori | 64’, 70’ Abbruscato |

| Arbitro: | Palanca (Roma) |

|                         |           |              |
| Spinesi 54’ Gentile 85’ | Marcatori | 16’ Adailton |

| Arbitro: | Squillace (Catanzaro) |

|                    |           |              |
| Baù 30’ Rigoni 87’ | Marcatori | 49’ De Zerbi |

| Arbitro: | Castellani (Verona) |

|             |           |                            |
| Gentile 60’ | Marcatori | 19’ M. Vieri 90+2’ Salgado |

| Arbitro: | Saccani (Mantova) |

|                                     |           |  |
| N. Russo 27’ Vantaggiato 77’ (rig.) | Marcatori |  |

| Arbitro: | Rocchi (Firenze) |

|             |           |            |
| Spinesi 60’ | Marcatori | 70’ Garzon |

| Arbitro: | Girardi (San Donà di Piave) |

|                              |           |               |
| Stellone 17’, 51’ Milito 20’ | Marcatori | 45+1’ Spinesi |

| Arbitro: | P.S. Mazzoleni (Bergamo) |

|             |           |                     |
| Spinesi 15’ | Marcatori | 53’, 55’ Centurioni |

| Arbitro: | Dattilo (Locri) |

|  |           |           |
|  | Marcatori | 55’ Vigna |

| Arbitro: | Romeo (Verona) |

|                           |           |               |
| Spinesi 73’, 90+2’ (rig.) | Marcatori | 49’ Santoruvo |

| Arbitro: | Giannoccaro (Lecce) |

|                     |           |  |
| Carobbio 11’ (rig.) | Marcatori |  |

| Arbitro: | Girardi (San Donà di Piave) |

|                              |           |                |
| Vigna 18’ Spinesi 23’ (rig.) | Marcatori | 32’ B. Carbone |

| Arbitro: | Bergonzi (Genova) |

|                            |           |  |
| Pepe 37’, 61’ Masiello 87’ | Marcatori |  |

| Arbitro: | Tagliavento (Terni) |

|               |           |  |
| Marazzina 31’ | Marcatori |  |

| Arbitro: | Dattilo (Locri) |

|             |           |  |
| Spinesi 10’ | Marcatori |  |

| Arbitro: | Gabriele (Frosinone) |

|                  |           |  |
| Di Francesco 21’ | Marcatori |  |

| Arbitro: | Stefanini (Prato) |

|                |           |  |
| Abbruscato 73’ | Marcatori |  |

| Arbitro: | Palanca (Roma) |

|          |           |              |
| Coda 53’ | Marcatori | 62’ Kyriazis |

| Arbitro: | Ayroldi (Molfetta) |

|                                |           |  |
| Abbruscato 8’ Spinesi 78’, 88’ | Marcatori |  |

### Coppa Italia

#### Girone 4
| Arbitro: | Squillace (Catanzaro) |

|                       |           |  |
| Antonelli Agomeri 83’ | Marcatori |  |

| Arbitro: | Pantana (Macerata) |

|                               |           |                |
| Ciaramitaro 18’ Confalone 67’ | Marcatori | 90+2’ De Zerbi |

| Arbitro: | Trefoloni (Siena) |

|                                         |           |                               |
| C. Lucarelli 2’ (rig.) Vidigal 50’, 75’ | Marcatori | 1’ (rig.) Spinesi 7’ De Zerbi |